# Kajiwara Heima
Kajiwara Heima est un nom japonais traditionnel ; le nom de famille (ou le nom d'école), Kajiwara, précède donc le prénom (ou le nom d'artiste).
Kajiwara Heima (梶原 平馬, 1842 ?-23 mars 1889) est un samouraï de la fin de l'époque d'Edo, obligé du domaine d'Aizu. Il sert en tant que karō dans l'administration Aizu, et supervise les affaires politiques au cours de la guerre de Boshin, et s'occupe aussi des questions d'approvisionnement en armes. Après la guerre, il se rend à Nemuro où il meurt. Sa tombe y est récemment redécouverte.
Kajiwara prétend descendre de Kajiwara Kagetoki, guerrier de l'époque de Kamakura.

## Source de la traduction
- (en) Cet article est partiellement ou en totalité issu de l’article de Wikipédia en anglais intitulé « Kajiwara Heima » (voir la liste des auteurs).